# Chrysometa craigae
Chrysometa craigae este o specie de păianjeni din genul Chrysometa, familia Tetragnathidae, descrisă de Lévi, 1986.
Este endemică în Costa Rica. Conform Catalogue of Life specia Chrysometa craigae nu are subspecii cunoscute.